# Liga de Campeones LEN de waterpolo femenino
La Liga de Campeones de la LEN, llamada anteriormente Copa de Europa, Copa de Campeones y Euroliga, es la máxima competición europea para clubs femeninos de waterpolo. Es un torneo organizado anualmente por la Liga Europea de Natación (LEN).
La denominación que ha recibido esta competición desde sus orígenes hasta el momento actual, son las siguientes:

1987-1999: Copa de Europa LEN femenina (LEN European Cup).

1999-2013: Copa de Campeones LEN femenina (LEN Champions Cup).

2013-2022: Euroliga LEN femenina (LEN Euro League Women).

2022-presente: Liga de Campeones LEN femenina (LEN Women's Champions League).

## Historial[1]
| Temporada | Sede Final                     | Campeón              | Finalista            | Resultado        |
| --------- | ------------------------------ | -------------------- | -------------------- | ---------------- |
| 1987/88   | Créteil ( Francia)             | Donk Gouda           | Dauphins Créteil     | 15-10            |
| 1988-89   | Sta. Mª Capua Vetere ( Italia) | Donk Gouda           | BVSC Budapest        | 14-12 (liguilla) |
| 1989-90   | Zaandam; Budapest              | ZWV Nereus           | BVSC Budapest        | 21-6; 11-6       |
| 1990-91   | Créteil ( Francia)             | Donk Diana Gouda     | Volturno SC          | 8-6              |
| 1991-92   | Budapest ( Hungría)            | BZC Brandenburg      | Uralochka Zlatoust   | 12-8             |
| 1992-93   | Szentes ( Hungría)             | Szentesi VK          | GS Orizzonte Catania | 6-5              |
| 1993-94   | Palermo ( Italia)              | GS Orizzonte Catania | ZWV Nereus           | 6-3              |
| 1994-95   | Zaandam ( Países Bajos)        | ZWV Nereus           | GS Orizzonte Catania | 7-7 (2-1, pro.)  |
| 1995-96   | Nancy ( Francia)               | ZWV Nereus           | Skif MFP Moscú       | 8-7 (pro.)       |
| 1996-97   | Zaandam ( Países Bajos)        | Skif MFP Moscú       | ZWV Nereus           | 7-6              |
| 1997-98   | Catania ( Italia)              | GS Orizzonte Catania | Skif MFP Moscú       | 7-6 (pro.)       |
| 1998-99   | Moscú ( Rusia)                 | Skif MFP Moscú       | Donk Gouda           | 8-6              |
| 1999-00   | Atenas ( Grecia)               | ANO Glyfada          | Skif MFP Moscú       | 7-5              |
| 2000-01   | Catania ( Italia)              | GS Orizzonte Catania | ANO Glyfada          | 12-6 (liguilla)  |
| 2001-02   | Dunaujvaros ( Hungría)         | GS Orizzonte Catania | Uralochka Zlatoust   | 6-6 (liguilla)   |
| 2002-03   | Atenas ( Grecia)               | ANO Glyfada          | Dunaújvarós          | 6-4 (liguilla)   |
| 2003-04   | Atenas ( Grecia)               | GS Orizzonte Catania | ANO Glyfada          | 6-4 (liguilla)   |
| 2004-05   | Kirishi ( Rusia)               | GS Orizzonte Catania | Kinef Kirishi        | 6-5 (liguilla)   |
| 2005-06   | Catania ( Italia)              | GS Orizzonte Catania | Kinef Kirishi        | 14-11 (liguilla) |
| 2006-07   | Florencia ( Italia)            | Fiorentina Nuoto     | Kinef Kirishi        | 12-10 (liguilla) |
| 2007-08   | Catania ( Italia)              | GS Orizzonte Catania | NO Vouliagmeni       | 14-13            |
| 2008-09   | Kirishi ( Rusia)               | NO Vouliagmeni       | GS Orizzonte Catania | 12-9             |
| 2009-10   | Kerkira ( Grecia)              | NO Vouliagmeni       | Kinef Kirishi        | 10-7             |
| 2010-11   | Sabadell ( España)             | CN Sabadell          | GS Orizzonte Catania | 13-8             |
| 2011-12   | Kirishi ( Rusia)               | AS Pro Recco         | NO Vouliagmeni       | 8-7              |
| 2012-13   | Eger ( Hungría)                | CN Sabadell          | Kinef Kirishi        | 13-11            |
| 2013-14   | Sabadell ( España)             | CN Sabadell          | NO Vouliagmeni       | 19-10            |
| 2014-15   | El Pireo ( Grecia)             | Olympiacos Pireo     | CN Sabadell          | 10-9             |
| 2015-16   | Sabadell ( España)             | CN Sabadell          | UVSE                 | 11-8             |
| 2016-17   | Kirishi ( Rusia)               | Kinef Kirishi        | Olympiacos Pireo     | 7-6              |
| 2017-18   | Kirishi ( Rusia)               | Kinef Kirishi        | CN Sabadell          | 8-8 (5-4 pen.)   |
| 2018-19   | Sabadell ( España)             | CN Sabadell          | Olympiacos Pireo     | 13-11            |
| 2019-20   | Pandemia de COVID-19           |                      |                      |                  |
| 2020-21   | Budapest ( Hungría)            | Olympiacos Pireo     | Dunaújvarós          | 7-6              |
| 2021-22   | El Pireo ( Grecia)             | Olympiacos Pireo     | CN Sabadell          | 11-7             |
| 2022-23   | Sabadell ( España)             | CN Sabadell          | CN Mataró            | 9-8              |
| 2023-24   | Barcelona ( España)            | CN Sabadell          | Olympiacos Pireo     | 16-10            |
| 2024-25   | El Pireo ( Grecia)             | CN Sant Andreu       | CN Sabadell          | 9-8              |

## Palmarés
| Equipo                 | Campeón | Años de los campeonatos                                                |
| ---------------------- | ------- | ---------------------------------------------------------------------- |
| GS Orizzonte Catania   | 8       | 1993-94, 1997-98, 2000-01, 2001-02, 2003-04, 2004-05, 2005-06, 2007-08 |
| CN Sabadell            | 7       | 2010-11, 2012-13, 2013-14, 2015-16, 2018-19, 2022-23, 2023-24          |
| ZWV Nereus             | 3       | 1989-90, 1994-95, 1995-96                                              |
| Donk Gouda             | 3       | 1987-88, 1988-89, 1990-91                                              |
| Olympiacos S. F. Pireo | 3       | 2014-15, 2020-21, 2021-22                                              |
| NO Vouliagmeni         | 2       | 2008-09, 2009-10                                                       |
| ANO Glyfada            | 2       | 1999-00, 2002-03                                                       |
| Skif MFP Moscú         | 2       | 1996-97, 1998-99                                                       |
| Kinef Kirishi          | 2       | 2016-17, 2017-18                                                       |
| CN Sant Andreu         | 1       | 2024-25                                                                |
| AS Pro Recco           | 1       | 2011-12                                                                |
| Fiorentina Nuoto       | 1       | 2006-07                                                                |
| Szentesi VK            | 1       | 1992-93                                                                |
| BZC Brandenburg        | 1       | 1991-92                                                                |